# Харитонов Сергій Миколайович
Сергі́й Микола́йович Харито́нов (нар. 26 березня 1969 — пом. 30 січня 2015) — сержант Збройних сил України, учасник російсько-української війни.

## Життєпис
Навчався у чернігівській ЗОШ № 3 міста, закінчив Чернігівське професійно-технічне училище залізничного транспорту. Після проходження в 1988—1990 роках строкової військової служби працював у чернігівському залізничному депо, потім — у ВАТ «Союзспецстрах». З часом відкрив власну СТО, працював автомеханіком.
У вересні 2014-го пішов на фронт, головний сержант—командир міномета мінометного взводу 1-ї мотопіхотної роти, 13-й окремий мотопіхотний батальйон «Чернігів-1».
30 січня 2015-го загинув у бою на блокпосту міста Вуглегірськ. Товариші по службі оповіли, що бачили тіло Сергія серед засніженого поля з розірваним бронежилетом, проте не змогли забрати через обстріл ворожої артилерії.
На початку квітня 2015 року упізнаний серед загиблих за експертизою ДНК.
Без Сергія лишились батьки, дружина Світлана, двоє синів.
Похований в селі Старий Білоус.

## Нагороди та вшанування
- Указом Президента України № 103/2016 від 21 березня 2016 року, «за особисту мужність і високий професіоналізм, виявлені у захисті державного суверенітету та територіальної цілісності України, вірність військовій присязі», нагороджений орденом «За мужність» III ступеня (посмертно)[1].
- Рішенням Чернігівської обласної ради № 1-25/VII від 28 жовтня 2020 року нагороджений Почесною відзнакою «За мужність і вірність Україні» (посмертно)[2][3].
- Рішенням Чернігівської міської ради № 10/VIII-4 від 26 серпня 2021 року присвоєно почесне звання «Захисник України — Герой Чернігова» (посмертно)[4].
- В чернігівській ЗОШ № 3 відкрито меморіальну дошку випускнику Сергію Харитонову[5].
- Вшановується в меморіальному комплексі «Зала пам'яті», в щоденному ранковому церемоніалі 30 січня[6][7].